# 黑山宗教
黑山宗教（2011）
正教會是蒙特內哥羅的主要宗教教派，除此之外，也有天主教和伊斯蘭教的信徒。黑山正教會信徒大部分屬於塞爾維亞正教會，另一部分屬於黑山正教會。

## 人口統計
2011年針對黑山各種族宗教信仰的比例
| 族群 宗教宗派    | 全部總和 | 全部總和 | 黑山人  | 黑山人 | 塞爾維亞人 | 塞爾維亞人 | 波士尼亞克人 | 波士尼亞克人 | 阿爾巴尼亞人 | 阿爾巴尼亞人 | 羅馬尼亞人 | 羅馬尼亞人 | 克羅埃西亞人 | 克羅埃西亞人 |
| 族群 宗教宗派    | 數目     | %        | 數目    | %      | 數目       | %          | 數目         | %            | 數目         | %            | 數目       | %          | 數目         | %            |
| ---------------- | -------- | -------- | ------- | ------ | ---------- | ---------- | ------------ | ------------ | ------------ | ------------ | ---------- | ---------- | ------------ | ------------ |
| 正教會           | 446,858  | 72.1     | 248,523 | 88.7   | 177,091    | 98.3       | 11           | 0.0          | 37           | 0.1          | 516        | 8.2        | 90           | 1.5          |
| 伊斯蘭教         | 118,477  | 19.1     | 12,931  | 4.6    | 79         | 0.0        | 74,343       | 99.7         | 22,267       | 73.1         | 5,034      | 80.5       | 3            | 0.0          |
| 蒙特內哥羅天主教 | 21,299   | 3.4      | 5,667   | 2.0    | 116        | 0.6        | 3            | 0.0          | 7,954        | 26.1         | 13         | 0.2        | 5,527        | 91.8         |
| 基督教新教       | 1,601    | 0.4      | 921     | 0.3    | 262        | 0.1        |              |              | 36           | 0.1          | 2          | 0.0        | 2            | 0.0          |
| 無神論/不可知論  | 9,005    | 3.3      | 6,393   | 2.3    | 697        | 0.4        | 108          | 0.1          | 35           | 0.1          | 1          | 0.0        | 224          | 3.7          |

## 正教會

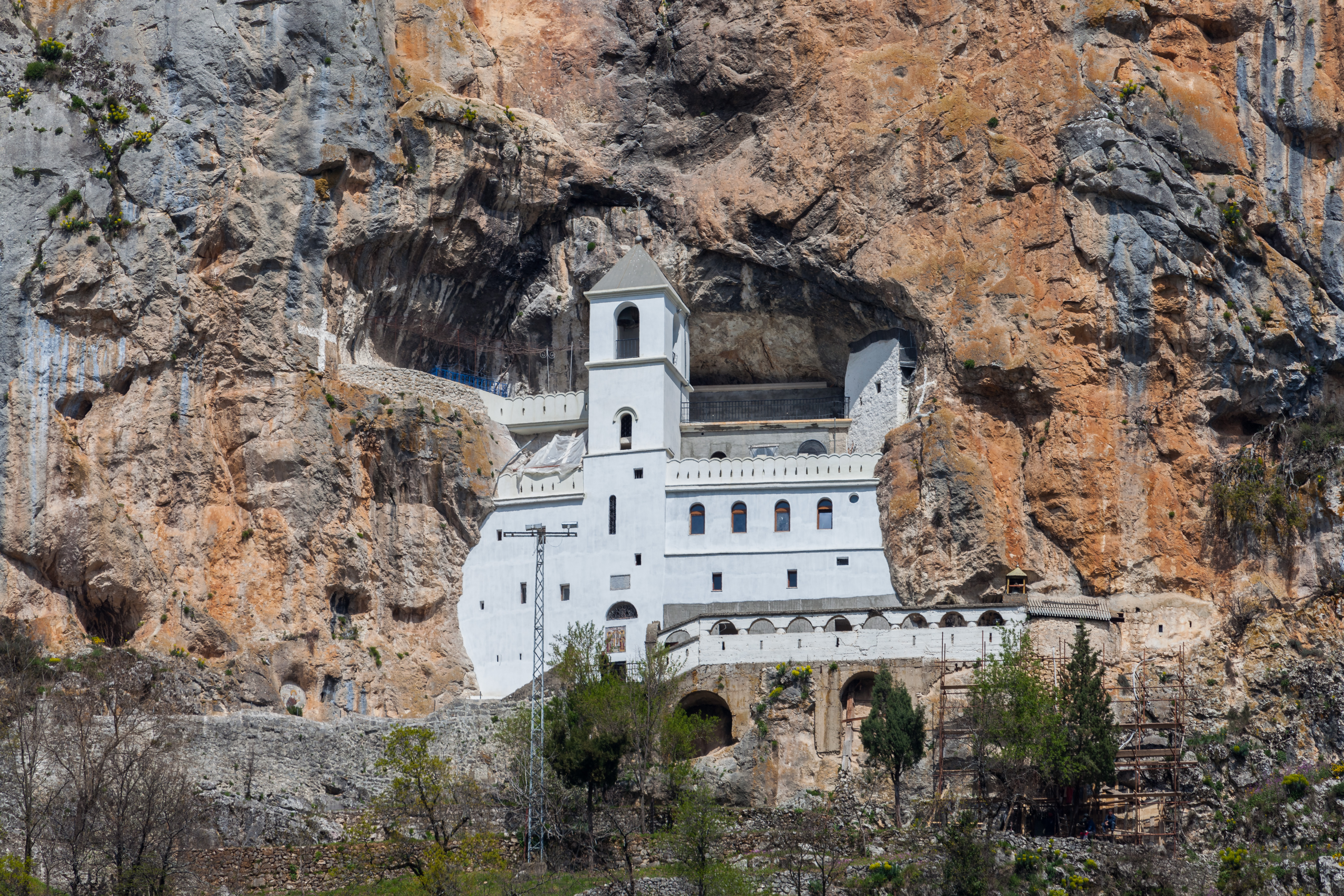
奧斯特洛修道院

正教會是黑山的主要宗教。黑山的東正教信徒主要是黑山人和塞爾維亞人。塞爾維亞人主要為塞爾維亞正教會的信徒，黑山人則分屬塞爾維亞正教會和黑山正教會的信徒。

## 伊斯蘭教

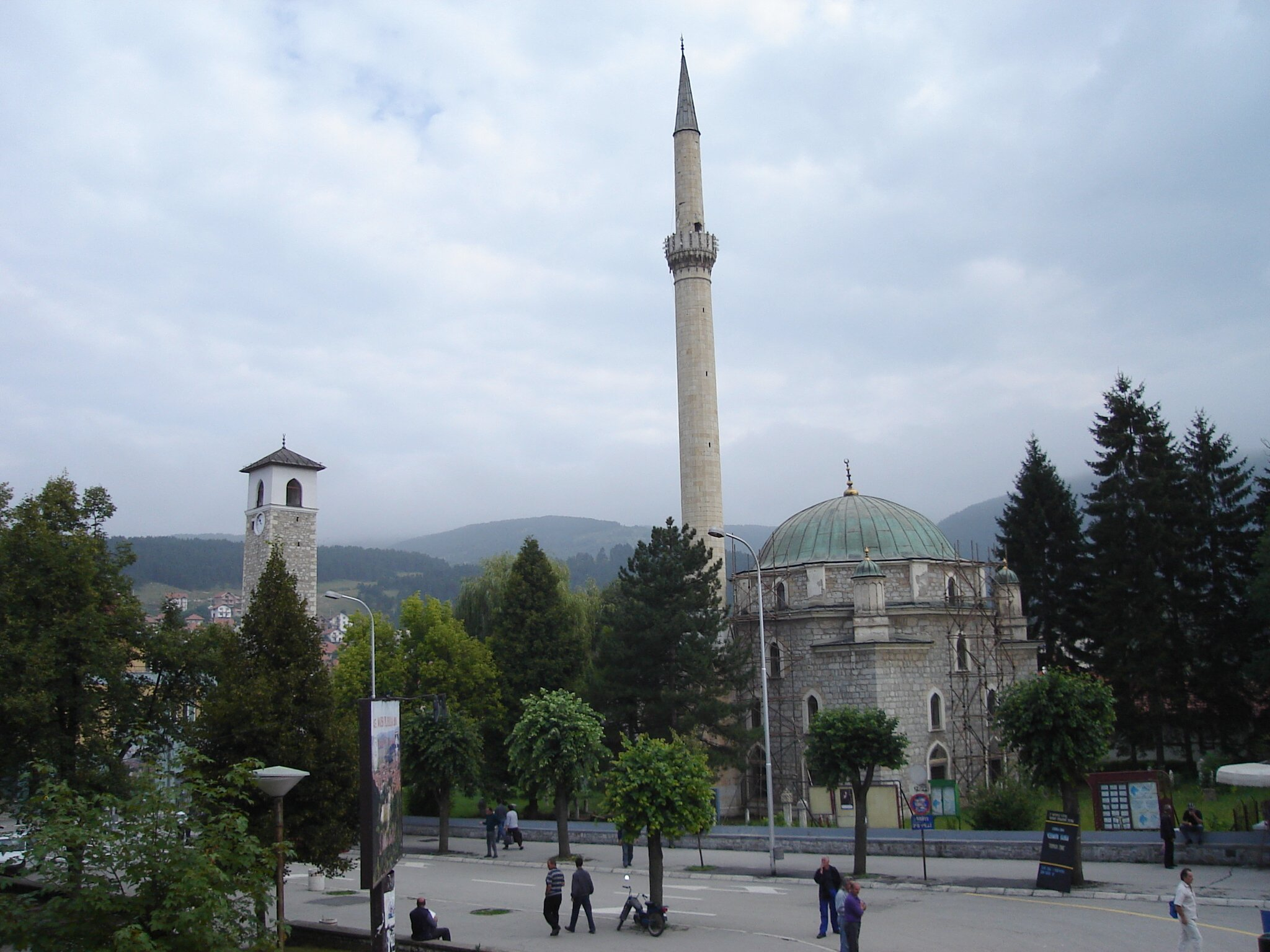
普列夫利亞侯賽因-帕薩清真寺

穆斯林是黑山最大的少數宗教社群。黑山共有118,477名穆斯林，占總人口的19.11％。

黑山的穆斯林分為兩大類，此外還有其他社群：
- 斯拉夫穆斯林
  - 波士尼亞克族穆斯林（波士尼亞語使用者）
  - 黑山族穆斯林（黑山語使用者）
  - 穆斯林族
- 阿爾巴尼亞族穆斯林

伊斯蘭教是黑山東北部城市的主要宗教，是桑扎克區域的一部分，為阿爾巴尼亞人佔多數的地區'。伊斯蘭教是羅扎伊，普拉夫，古西涅，烏爾齊尼和佩特尼察的主要宗教。

## 天主教

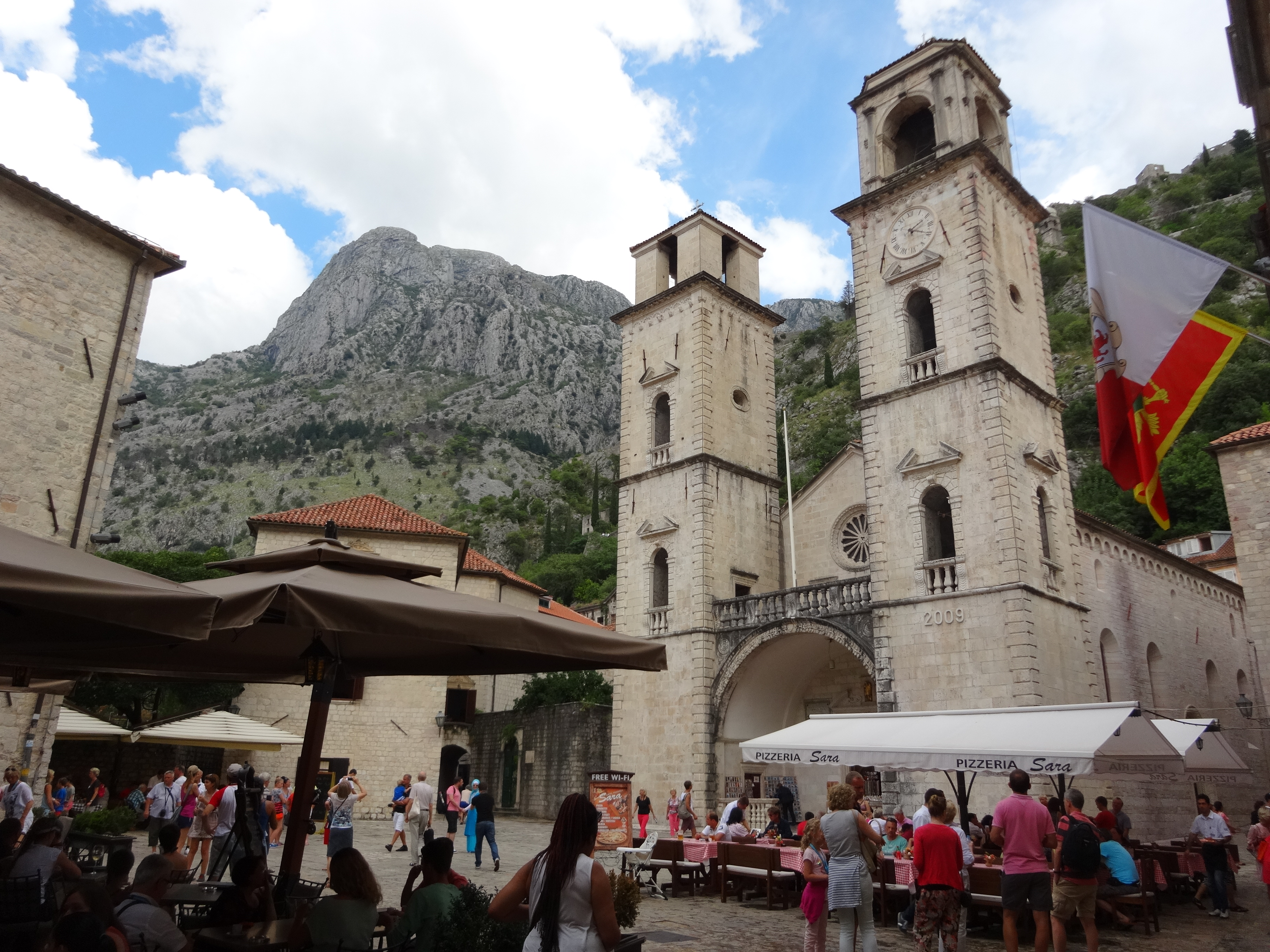
科托爾大教堂

天主教信徒主要分布在科托爾灣地區，主要為克羅埃西亞族，也有一些阿爾巴尼亞族。東儀天主教的信徒超過了2萬人。

## 猶太教
2012年2月，黑山總理伊戈爾·盧克希奇與黑山猶太社群簽署了一項協議，正式承認猶太人是黑山少數民族。該協議還將猶太教與天主教會，正教會和伊斯蘭教一樣立為該國的官方宗教。

## 無神論
大多數黑山國民（98.69％）表明自己有宗教信仰，雖然他們不一定常參與宗教活動。
在2011年的人口普查中，無神論者佔黑山總人口的1.24％，不可知論者佔0.07％。
有宗教信仰的比例在科托爾灣地區和首都波德戈里察最低。
無神論者所佔比例最高的城市為新海爾採格（2.43％），科托爾（2.03％），波德戈里察（1.99％）和蒂瓦特（1.7％）。相比之下，羅扎伊擁有最少的無神論者比例，只有0.01％。
然而，在一些城市，超過一半的人口是未表態的。

## 來源
- Živković, Tibor. . Belgrade: The Institute of History, Čigoja štampa. 2012.
- Živković, Tibor.  (PDF). Studia Slavica et Balcanica Petropolitana. 2013, (1): 33–53  [2018-08-30]. （原始内容存档 (PDF)于2018-11-20）.